# Bretagne 5
Bretagne 5 est une radio privée française généraliste implantée en Bretagne. Elle est la dernière radio française à émettre en ondes moyennes depuis l'arrêt de France Info et France Bleu sous ce format le 1ᵉʳ janvier 2016.

## Historique
Créée le 18 octobre 2001 par Stéphane Hamon et Frédéric Guyon sous le nom de Littoral AM. Elle dispose d'un émetteur neuf, équipé pour la technologie DRM (Digital Radio Mondiale) implanté à Saint-Gouéno dans les Côtes-d'Armor. C'est ainsi l'une des stations pionnières de la radio numérique en France .
En 2015,, Bretagne 5, obtient une autorisation du CSA de diffuser en ondes moyenne, après plusieurs demandes étalées sur quinze ans.
Depuis le 1er janvier 2017, Bretagne 5 est la dernière station radiophonique à diffuser la météo marine (bulletin large et cotês), à la suite de l'arrêt de celles de France Inter, France Info et France Bleu. Bretagne 5 a elle-même cessé de diffuser ses bulletins de météo marine en septembre 2023, avant de les réintroduire en septembre 2024.

## Identité visuelle

Logo de Littoral AM.
Logo de Bretagne 5.

## Diffusion
Bretagne 5 émet en Modulation d'amplitude sur 1593 kHz à partir de l'émetteur de Saint-Gouéno (Côtes-d'Armor), qui dispose d'une puissance de 10 kW et fonctionne 24 heures sur 24. Les programmes de Bretagne 5 peuvent donc être suivis dans un rayon de 100 km, et la nuit jusqu’à 500 km .